# Henri Stockelynck
Henri Stockelynck, né le 22 décembre 1893 à Bruges et mort le 1er octobre 1958 dans la même ville, est un coureur cycliste belge, spécialiste de la piste, course de six jours ou américaine.

## Biographie
Il fait partie du team des « Flandriens » managé par Karel Steyaert qui, pendant des années, sur toutes les pistes d’Europe, accumulent les succès dans les courses à l’américaine,, et il est aussi parmi les premiers cyclistes flamands à se rendre aux États-Unis pour courir.
Il court ses premiers six jours de Bruxelles en 1921 avec Aviel Cocquyt et finissent 10e. Il s’allie ensuite à Maurice Dewolf ; dès lors, l’équipe Dewolf-Stockelynck commence à écumer tous les vélodromes belges et étrangers et à y remporter de nombreuses victoires. La renommée de l’équipe Dewolf-Stockelynck étant parvenue aux oreilles de Chapman, l’équipe est appelée aux États-Unis pendant la saison d'hiver 1923-1924. Le team flandrien s'y distingue et contribue surtout à animer la course, de sorte que Chapman rappelle encore l'équipe Dewolf-Stockelynck pendant les deux saisons suivantes. Durant l’été, les associés reviennent en Europe et remportent de beaux succès.

## Palmarès
- 1924
  - 24 heures d'Ostende avec Maurice Dewolf[5]
  - 3e des six jours de Chicago avec Franco Giorgetti

- 1925
  - 2e des six jours de Chicago avec Alfons Goossens
  - 3e des Six Jours de Paris avec Maurice Dewolf[6],[7]
  - 3e des Six Jours de New York avec Alfons Goossens

- 1926
  - 3e des Six Jours de Paris avec Maurice Dewolf[8]

- 1927
  - 3e des Six Jours de Bruxelles avec César Debaets[9]
- 1928
  - 3e des Six jours de Cologne avec Alfons Goossens